# Swidwie Naturreservatet
Swidwie Naturreservatet (polsk: Rezerwat przyrody Świdwie) er et naturreservat (Ramsar-konventionen, 1984) i Wkrzanska Skoven i Pommern (Szczecin og Police byområde (Stettin Byområde), Tanowo, Węgornik, Dobra (ved Police), Zalesie og Bolków landsbyområde) i Polen, på Police-sletten. 
Området omfatter bl.a. Swidwie Søen (polsk: Jezioro Świdwie) og Wkrzanskaskoven (polsk: Puszcza Wkrzańska, tysk: Ueckermünder Heide).

## Dyr
- Guldsmede (Odonata)
- Fisk (Osteichthyes): Gedde (Esox lucius)
- Padder (Amphibia): Strandtudse (Bufo calamita)
- Krybdyr (Reptilia): Snog (Natrix natrix), Hugorm (Vipera berus), Europæisk sumpskildpadde (Emys orbicularis)
- Fugle (Aves): Tran (Grus grus), Oriolus oriolus, Rørhøg (Circus aeruginosus), Hedehøg (Circus pygargus), Engsnarre (Crex crex), Sædgås (Anser fabalis), Grågås (Anser anser), Anser albifrons, Philomachus pugnax
- Pattedyr (Mammalia): Lutra lutra

## Planter
- Phragmites australis,
- Gul Åkande (Nuphar lutea),
- Hydrocharis morsus-ranae
- Nymphoides peltata

## Økomuseum
- Økomuseum i Bolków mellem landsbyer Rzędziny og Węgornik